# Campionato europeo maschile di pallamano 2008
Il Campionato europeo maschile di pallamano 2008 è stata l'8ª edizione del torneo organizzato dalla European Handball Federation, valido anche come qualificazione al Mondiale 2009. Il torneo si è svolto dal 17 al 27 gennaio 2008 in Norvegia. Il torneo ha visto l'affermazione della Danimarca per la prima volta nella sua storia.

## Regolamento
Le 16 squadre partecipanti sono state divise in quattro gruppi di 4. Le prime tre classificate si sono qualificate per la seconda fase.

Le 12 squadre qualificate alla seconda fase sono state divise in due gruppi di 6, conservando i risultati degli scontri diretti della prima fase. Le prime due di ogni girone si sono qualificate per le semifinali.

Le prime tre squadre della classifica finale si sono qualificate per il Mondiale 2009.
Gli incontri si disputarono in 5 stadi: il Drammenshallen di Drammen, lo Stavanger Idrettshall di Stavanger, lo Haukelandshallen di Bergen, il Trondheim Spektrum di Trondheim e l'Håkons Hall di Lillehammer.

## Impianti
| Drammen                            | Bergen                               | Lillehammer                  |
| ---------------------------------- | ------------------------------------ | ---------------------------- |
| Drammenshallen Capacità: 4.000     | Haukelandshallen Capacità: 7.000     | Håkons Hall Capacità: 10.500 |
|                                    |                                      |                              |
| Trondheim                          | Stavanger                            |                              |
| Trondheim Spektrum Capacità: 4.000 | Stavanger Idrettshall Capacità:4.000 |                              |

## Qualificazioni

### Squadre qualificate
| Nazione     | Qualificata come                         | Data di qualificazione | Precedenti partecipazioni1                   |
| ----------- | ---------------------------------------- | ---------------------- | -------------------------------------------- |
| Norvegia    | Nazione organizzatrice                   | 2004                   | 2 (2000, 2006)                               |
| Francia     | Campione in carica                       | 5 febbraio 2006        | 7 (1994, 1996, 1998, 2000, 2002, 2004, 2006) |
| Spagna      | Vice-campione in carica                  | 5 febbraio 2006        | 7 (1994, 1996, 1998, 2000, 2002, 2004, 2006) |
| Danimarca   | Terzo classificato nell'ultima edizione  | 5 febbraio 2006        | 6 (1994, 1996, 2000, 2002, 2004, 2006)       |
| Croazia     | Quarto classificato nell'ultima edizione | 5 febbraio 2006        | 7 (1994, 1996, 1998, 2000, 2002, 2004, 2006) |
| Germania    | Quinto classificato nell'ultima edizione | 4 febbraio 2006        | 7 (1994, 1996, 1998, 2000, 2002, 2004, 2006) |
| Russia      | Sesto classificato nell'ultima edizione  | 4 febbraio 2006        | 7 (1994, 1996, 1998, 2000, 2002, 2004, 2006) |
| Polonia     | Vincente play-off qualificatori          | 16 giugno 2007         | 3 (2002, 2004, 2006)                         |
| Ungheria    | Vincente play-off qualificatori          | 17 giugno 2007         | 5 (1994, 1996, 1998, 2004, 2006)             |
| Slovacchia  | Vincente play-off qualificatori          | 17 giugno 2007         | 1 (2006)                                     |
| Slovenia    | Vincente play-off qualificatori          | 16 giugno 2007         | 6 (1994, 1996, 2000, 2002, 2004, 2006)       |
| Rep. Ceca   | Vincente play-off qualificatori          | 17 giugno 2007         | 4 (1996, 1998, 2002, 2004)                   |
| Bielorussia | Vincente play-off qualificatori          | 16 giugno 2007         | 1 (1994)                                     |
| Svezia      | Vincente play-off qualificatori          | 17 giugno 2007         | 6 (1994, 1996, 1998, 2000, 2002, 2004)       |
| Montenegro  | Vincente play-off qualificatori          | 17 giugno 2007         | 0 (debutto)                                  |
| Islanda     | Vincente play-off qualificatori          | 16 giugno 2007         | 6 (2000, 2002, 2004, 2006)                   |

1 Il grassetto indica la vittoria del torneo.

## Sorteggio
| Urna 1                                     | Urna 2                                       | Urna 3                                       | Urna 4                                    |
| ------------------------------------------ | -------------------------------------------- | -------------------------------------------- | ----------------------------------------- |
| - Croazia - Slovenia - Polonia - Rep. Ceca | - Danimarca - Russia - Norvegia - Montenegro | - Spagna - Germania - Ungheria - Bielorussia | - Francia - Islanda - Slovacchia - Svezia |

## Regolamento
Le 16 squadre partecipanti sono state divise in quattro gruppi di 4. Le prime tre classificate si sono qualificate per la seconda fase.

Le 12 squadre qualificate alla seconda fase sono state divise in due gruppi di 6, conservando i risultati degli scontri diretti della prima fase. Le prime due di ogni girone si sono qualificate per le semifinali.

Le prime tre squadre della classifica finale si sono qualificate per il Mondiale 2009.

## Prima fase

### Gruppo A (Stavanger)
| Squadra   | G | V | N | P | GF | GS | DR  | Punti |
| --------- | - | - | - | - | -- | -- | --- | ----- |
| Croazia   | 3 | 3 | 0 | 0 | 91 | 77 | +14 | 6     |
| Polonia   | 3 | 2 | 0 | 1 | 93 | 89 | +4  | 4     |
| Slovenia  | 3 | 1 | 0 | 2 | 85 | 94 | -9  | 2     |
| Rep. Ceca | 3 | 0 | 0 | 3 | 88 | 97 | -9  | 0     |

| Stavanger 17 gennaio 2008, ore 18:15 UTC+1 | Slovenia | 34 – 32 (16-14) | Rep. Ceca | Stavanger Idrettshall |

| Stavanger 17 gennaio 2008, ore 20:15 UTC+1 | Croazia | 32 – 27 (14-14) | Polonia | Stavanger Idrettshall |

| Stavanger 18 gennaio 2008, ore 18:15 UTC+1 | Rep. Ceca | 26 – 30 (13-13) | Croazia | Stavanger Idrettshall |

| Stavanger 18 gennaio 2008, ore 20:15 UTC+1 | Polonia | 33 – 27 (23-14) | Slovenia | Stavanger Idrettshall |

| Stavanger 20 gennaio 2008, ore 15:15 UTC+1 | Polonia | 33 – 30 (13-14) | Rep. Ceca | Stavanger Idrettshall |

| Stavanger 20 gennaio 2008, ore 17:15 UTC+1 | Croazia | 29 – 24 (16-15) | Slovenia | Stavanger Idrettshall |

### Gruppo B (Drammen)
| Squadra    | G | V | N | P | GF | GS | DR  | Punti |
| ---------- | - | - | - | - | -- | -- | --- | ----- |
| Norvegia   | 3 | 3 | 0 | 0 | 86 | 69 | +17 | 6     |
| Danimarca  | 3 | 2 | 0 | 1 | 89 | 79 | +10 | 4     |
| Montenegro | 3 | 0 | 1 | 2 | 71 | 84 | -13 | 1     |
| Russia     | 3 | 0 | 1 | 2 | 74 | 88 | -14 | 1     |

| Drammen 17 gennaio 2008, ore 17:00 UTC+1 | Russia | 25 – 25 (15-16) | Montenegro | Drammenshallen |

| Drammen 17 gennaio 2008, ore 19:15 UTC+1 | Danimarca | 26 – 27 (10-14) | Norvegia | Drammenshallen |

| Drammen 18 gennaio 2008, ore 18:15 UTC+1 | Norvegia | 32 – 21 (15-10) | Russia | Drammenshallen |

| Drammen 18 gennaio 2008, ore 20:15 UTC+1 | Montenegro | 24 – 32 (9-18) | Danimarca | Drammenshallen |

| Drammen 20 gennaio 2008, ore 17:15 UTC+1 | Danimarca | 31 – 28 (18-11) | Russia | Drammenshallen |

| Drammen 20 gennaio 2008, ore 20:15 UTC+1 | Norvegia | 27 – 22 (16-11) | Montenegro | Drammenshallen |

### Gruppo C (Bergen)
| Squadra     | G | V | N | P | GF | GS  | DR  | Punti |
| ----------- | - | - | - | - | -- | --- | --- | ----- |
| Ungheria    | 3 | 2 | 0 | 1 | 90 | 82  | +8  | 4     |
| Spagna      | 3 | 2 | 0 | 1 | 94 | 88  | +6  | 4     |
| Germania    | 3 | 2 | 0 | 1 | 84 | 80  | +4  | 4     |
| Bielorussia | 3 | 0 | 0 | 3 | 83 | 101 | -18 | 0     |

| Bergen 17 gennaio 2008, ore 17:15 UTC+1 | Germania | 34 – 26 (16-13) | Bielorussia | Haukelandshallen |

| Bergen 17 gennaio 2008, ore 19:15 UTC+1 | Spagna | 28 – 35 (12-14) | Ungheria | Haukelandshallen |

| Bergen 19 gennaio 2008, ore 18:15 UTC+1 | Ungheria | 24 – 28 (12-13) | Germania | Haukelandshallen |

| Bergen 19 gennaio 2008, ore 20:15 UTC+1 | Bielorussia | 31 – 36 (15-18) | Spagna | Haukelandshallen |

| Bergen 20 gennaio 2008, ore 16:30 UTC+1 | Spagna | 30 – 22 (12-12) | Germania | Haukelandshallen |

| Bergen 20 gennaio 2008, ore 18:30 UTC+1 | Ungheria | 31 – 26 (18-16) | Bielorussia | Haukelandshallen |

### Gruppo D (Trondheim)
| Squadra    | G | V | N | P | GF | GS  | DR  | Punti |
| ---------- | - | - | - | - | -- | --- | --- | ----- |
| Francia    | 3 | 3 | 0 | 0 | 90 | 76  | +14 | 6     |
| Svezia     | 3 | 2 | 0 | 1 | 89 | 72  | +17 | 4     |
| Islanda    | 3 | 1 | 0 | 2 | 68 | 76  | -8  | 2     |
| Slovacchia | 3 | 0 | 0 | 3 | 78 | 101 | -23 | 0     |

| Trondheim 17 gennaio 2008, ore 18:15 UTC+1 | Francia | 32 – 31 (20-18) | Slovacchia | Trondheim Spektrum |

| Trondheim 17 gennaio 2008, ore 20:15 UTC+1 | Islanda | 19 – 24 (9-11) | Svezia | Trondheim Spektrum |

| Trondheim 19 gennaio 2008, ore 18:15 UTC+1 | Slovacchia | 22 – 28 (5-16) | Islanda | Trondheim Spektrum |

| Trondheim 19 gennaio 2008, ore 20:15 UTC+1 | Svezia | 24 – 28 (13-18) | Francia | Trondheim Spektrum |

| Trondheim 20 gennaio 2008, ore 16:15 UTC+1 | Slovacchia | 25 – 41 (12-20) | Svezia | Trondheim Spektrum |

| Trondheim 20 gennaio 2008, ore 18:15 UTC+1 | Francia | 30 – 21 (17-8) | Islanda | Trondheim Spektrum |

## Seconda fase
|  | Qualificata alle semifinali             |
|  | Qualificata alla finale per il 5º posto |
|  | Eliminata dal torneo                    |

### Gruppo I (Stavanger)
| Squadra    | G | V | N | P | GF  | GS  | DR  | Punti |
| ---------- | - | - | - | - | --- | --- | --- | ----- |
| Danimarca  | 5 | 4 | 0 | 1 | 152 | 120 | +32 | 8     |
| Croazia    | 5 | 3 | 1 | 1 | 138 | 130 | +8  | 7     |
| Norvegia   | 5 | 2 | 2 | 1 | 130 | 128 | +2  | 6     |
| Polonia    | 5 | 2 | 1 | 2 | 149 | 142 | +7  | 5     |
| Slovenia   | 5 | 2 | 0 | 3 | 138 | 148 | -10 | 4     |
| Montenegro | 5 | 0 | 0 | 5 | 124 | 163 | -39 | 0     |

| Stavanger 22 gennaio 2008, ore 16:15 UTC+1 | Slovenia | 31 – 29 (16-13) | Montenegro | Stavanger Idrettshall |

| Stavanger 22 gennaio 2008, ore 18:15 UTC+1 | Croazia | 20 – 30 (9-15) | Danimarca | Stavanger Idrettshall |

| Stavanger 22 gennaio 2008, ore 20:15 UTC+1 | Polonia | 24 – 24 (12-13) | Norvegia | Stavanger Idrettshall |

| Stavanger 23 gennaio 2008, ore 16:15 UTC+1 | Croazia | 34 – 26 (12-13) | Montenegro | Stavanger Idrettshall |

| Stavanger 23 gennaio 2008, ore 18:15 UTC+1 | Polonia | 26 – 36 (13-17) | Danimarca | Stavanger Idrettshall |

| Stavanger 23 gennaio 2008, ore 20:15 UTC+1 | Slovenia | 33 – 29 (14-13) | Norvegia | Stavanger Idrettshall |

| Stavanger 24 gennaio 2008, ore 16:15 UTC+1 | Polonia | 39 – 23 (19-13) | Montenegro | Stavanger Idrettshall |

| Stavanger 24 gennaio 2008, ore 18:15 UTC+1 | Slovenia | 23 – 28 (11-15) | Danimarca | Stavanger Idrettshall |

| Stavanger 24 gennaio 2008, ore 20:15 UTC+1 | Croazia | 23 – 23 (10-11) | Norvegia | Stavanger Idrettshall |

### Gruppo II (Stavanger)
| Squadra  | G | V | N | P | GF  | GS  | DR  | Punti |
| -------- | - | - | - | - | --- | --- | --- | ----- |
| Francia  | 5 | 4 | 0 | 1 | 140 | 126 | +14 | 8     |
| Germania | 5 | 3 | 0 | 2 | 139 | 136 | +3  | 6     |
| Svezia   | 5 | 2 | 1 | 2 | 131 | 131 | 0   | 5     |
| Ungheria | 5 | 2 | 1 | 2 | 145 | 147 | -2  | 5     |
| Spagna   | 5 | 2 | 0 | 3 | 144 | 138 | +6  | 4     |
| Islanda  | 5 | 1 | 0 | 4 | 129 | 150 | -21 | 2     |

| Stavanger 22 gennaio 2008, ore 16:20 UTC+1 | Germania | 35 – 27 (17-12) | Islanda | Stavanger Idrettshall |

| Stavanger 22 gennaio 2008, ore 18:30 UTC+1 | Spagna | 27 – 28 (15-15) | Francia | Stavanger Idrettshall |

| Stavanger 22 gennaio 2008, ore 16:20 UTC+1 | Ungheria | 27 – 27 (16-14) | Svezia | Stavanger Idrettshall |

| Stavanger 23 gennaio 2008, ore 16:15 UTC+1 | Spagna | 26 – 27 (14-13) | Svezia | Stavanger Idrettshall |

| Stavanger 23 gennaio 2008, ore 18:15 UTC+1 | Germania | 23 – 26 (10-11) | Francia | Stavanger Idrettshall |

| Stavanger 23 gennaio 2008, ore 20:15 UTC+1 | Ungheria | 28 – 36 (16-16) | Islanda | Stavanger Idrettshall |

| Stavanger 24 gennaio 2008, ore 15:20 UTC+1 | Spagna | 33 – 26 (18-15) | Islanda | Stavanger Idrettshall |

| Stavanger 24 gennaio 2008, ore 17:20 UTC+1 | Ungheria | 31 – 28 (15-11) | Francia | Stavanger Idrettshall |

| Stavanger 24 gennaio 2008, ore 19:20 UTC+1 | Germania | 31 – 29 (16-18) | Svezia | Stavanger Idrettshall |

## Fase finale
|  | Semifinali | Semifinali | Semifinali |         |           | Finale          | Finale          | Finale          |  |
|  |            |            |            |         |           |                 |                 |                 |  |
|  | Croazia    | Croazia    | 24         |         |           |                 |                 |                 |  |
|  | Croazia    | Croazia    | 24         |         |           |                 |                 |                 |  |
|  | Francia    | Francia    | 23         |         |           |                 |                 |                 |  |
|  | Francia    | Francia    | 23         |         | Danimarca | Danimarca       | 24              |                 |  |
|  |            |            |            |         | Danimarca | Danimarca       | 24              |                 |  |
|  |            |            | Croazia    | Croazia | 20        |                 |                 |                 |  |
|  | Danimarca  | Danimarca  | Croazia    | Croazia | 20        | 26              |                 |                 |  |
|  | Danimarca  | Danimarca  |            |         |           | 26              |                 |                 |  |
|  | Germania   | Germania   | 25         |         |           | Finale 3º posto | Finale 3º posto | Finale 3º posto |  |
|  | Germania   | Germania   | 25         |         |           |                 |                 |                 |  |
|  |            |            |            |         |           |                 |                 |                 |  |
|  |            |            |            |         |           | Germania        | Germania        | 26              |  |
|  |            |            |            |         |           | Germania        | Germania        | 26              |  |
|  |            |            |            |         |           | Francia         | Francia         | 36              |  |

### Semifinali
| Lillehammer 26 gennaio 2008, ore 15:30 UTC+1 | Croazia | 24 – 23 (11-9) | Francia | Håkons Hall |

| Lillehammer 26 gennaio 2008, ore 18:00 UTC+1 | Danimarca | 26 – 25 (10-13) | Germania | Håkons Hall |

### Finale 5º-6º posto
| Lillehammer 26 gennaio 2008, ore 13:00 UTC+1 | Norvegia | 34 – 36 (13-15) | Svezia | Håkons Hall |

### Finale 3º/4º posto
| Lillehammer 27 gennaio 2008, ore 13:30 UTC+1 | Germania | 26 – 36 (9-18) | Francia | Håkons Hall |

### Finalissima
| Arbitri: | Vicente Breto Leon Jose Antonio Huelin Trillo |

|                                                                               |           |                                                               |
| Boesen 7 Christiansen 7 Jensen 4 Lindberg 3 Knudsen Vestergaard 2 Jorgensen 1 | Marcatori | 5 Metlicic 4 Balic 4 Cupic 2 Lackovic 2 Valcic 2 Vukic 1 Vori |

## Classifica finale
|  | Campione d'Europa, qualificata al Campionato mondiale maschile di pallamano 2009. |
|  | Qualificata al Mondiale 2009                                                      |

| Pos.    | Nazione     |
| ------- | ----------- |
| Oro     | Danimarca   |
| Argento | Croazia     |
| Bronzo  | Francia     |
| 4       | Germania    |
| 5       | Svezia      |
| 6       | Norvegia    |
| 7       | Polonia     |
| 8       | Ungheria    |
| 9       | Spagna      |
| 10      | Slovenia    |
| 11      | Islanda     |
| 12      | Montenegro  |
| 13      | Rep. Ceca   |
| 14      | Russia      |
| 15      | Bielorussia |
| 16      | Slovacchia  |